# Panthera palaeosinensis
Panthera palaeosinensis був раннім плейстоценовим видом з північного Китаю. Його часто неправильно згадують як родича тигра, Panthera tigris, хоча він поділяє особливості з усіма живими великими котами. Недавні дослідження ставлять його близько до основи роду Panthera.
Вперше Panthera palaeosinensis був описаний у 1924 році як Felis paleosinensis Отто Зданським у його роботі "Jungtertiäre Carnivoren Chinas". Датування не є певним, але, за підрахунками, воно знаходиться навколо пліо-плейстоценової межі у віці від двох до трьох мільйонів років. Череп Panthera paleosinensis має AP (англ. anterior-posterior) довжину 262 мм, а довжину нижньої щелепи 169 мм і жива істота виглядала б як ягуар, кремезним і сильним. Конічні верхні ікла в скам'янілості не були, але нижні ікла мають вертикальні канавки, типові для роду пантера.